# Bahnhof Bouxwiller
Der Bahnhof Bouxwiller (ehemals: Buchsweiler) war der Bahnhof der gleichnamigen Gemeinde an der Bahnstrecke Steinbourg–Rastatt, die westlich am Ort vorbeiführte. Strecke und Bahnhof sind stillgelegt und die Anlage dient heute als kommunaler Betriebshof.

## Geschichte

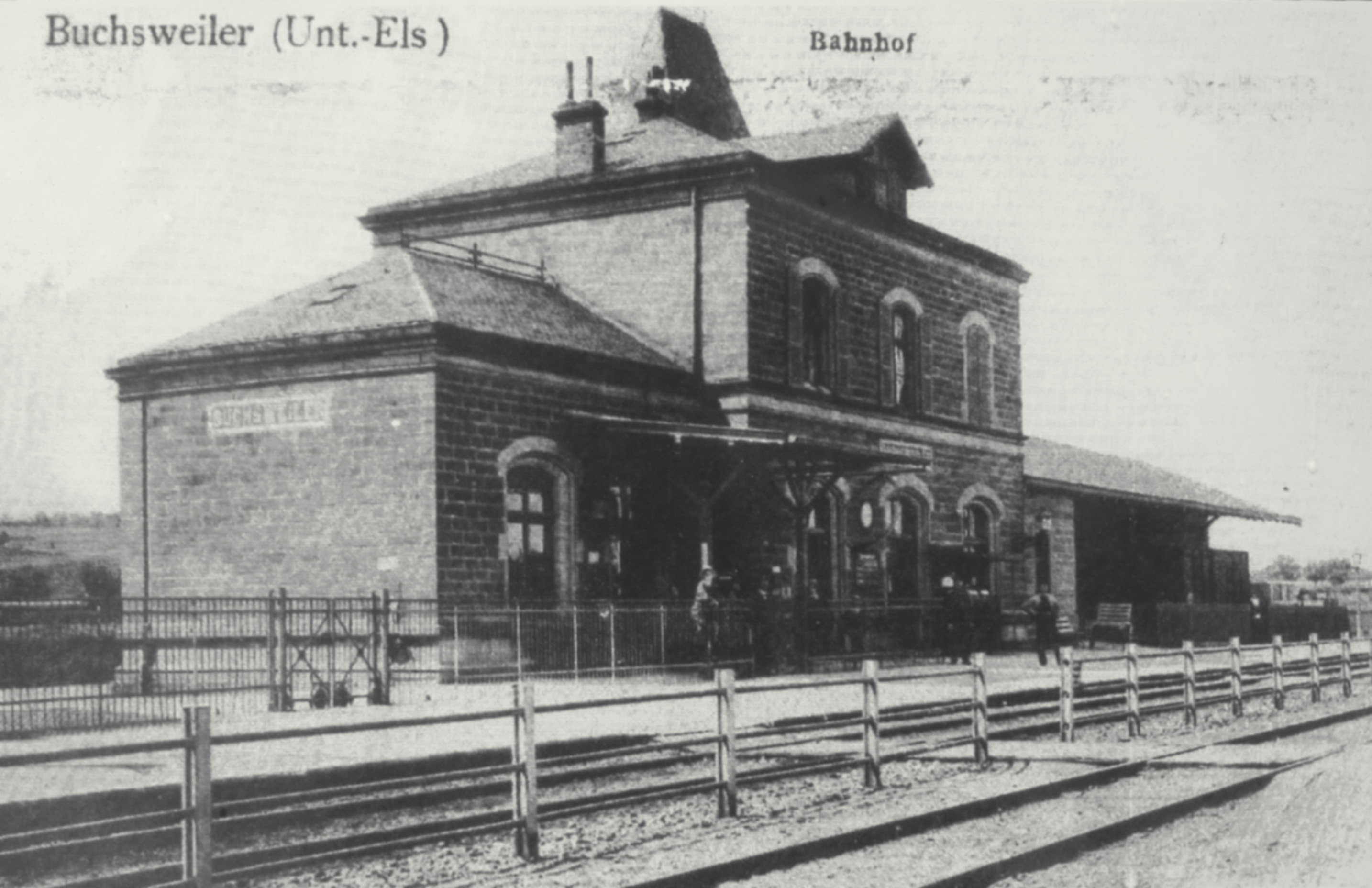
Postkarte aus der Zeit vor dem Ersten Weltkrieg

Der Bahnhof wurde am 15. Oktober 1877 von den Reichseisenbahnen in Elsaß-Lothringen (EL) eröffnet, als der von Steinbourg kommende Streckenast in Betrieb ging. Das Empfangsgebäude, ein Typenbau, wurde 1879 fertiggestellt, die Verlängerung der Strecke nach Obermodern am 1. November 1881 eröffnet. Ab 16. Dezember 1889 schloss hier noch die kurze Strecke nach Ingweiler (heute: Ingwiller) an.
Der Bahnhof teilte das Schicksal der Eisenbahn im Elsass, das 1918 wieder an Frankreich fiel. Die EL wurde durch die Administration des chemins de fer d’Alsace et de Lorraine (AL) abgelöst, die 1938 in der SNCF aufging. Während des Zweiten Weltkriegs gehörte der Bahnhof dann einige Jahre zur Deutschen Reichsbahn.
1953 endete der Personenverkehr im Bahnhof Buchsweiler. Der Güterzugverkehr bestand noch länger. Die Verbindung nach Ingwiller wurde am 14. Januar 1972 stillgelegt.
Stillgelegt wurde die Strecke und damit auch der Bahnhof zum 20. September 1991.
Die Gemeinde nutzt die Fläche und das Empfangsgebäude heute als kommunalen Betriebshof.

## Empfangsgebäude

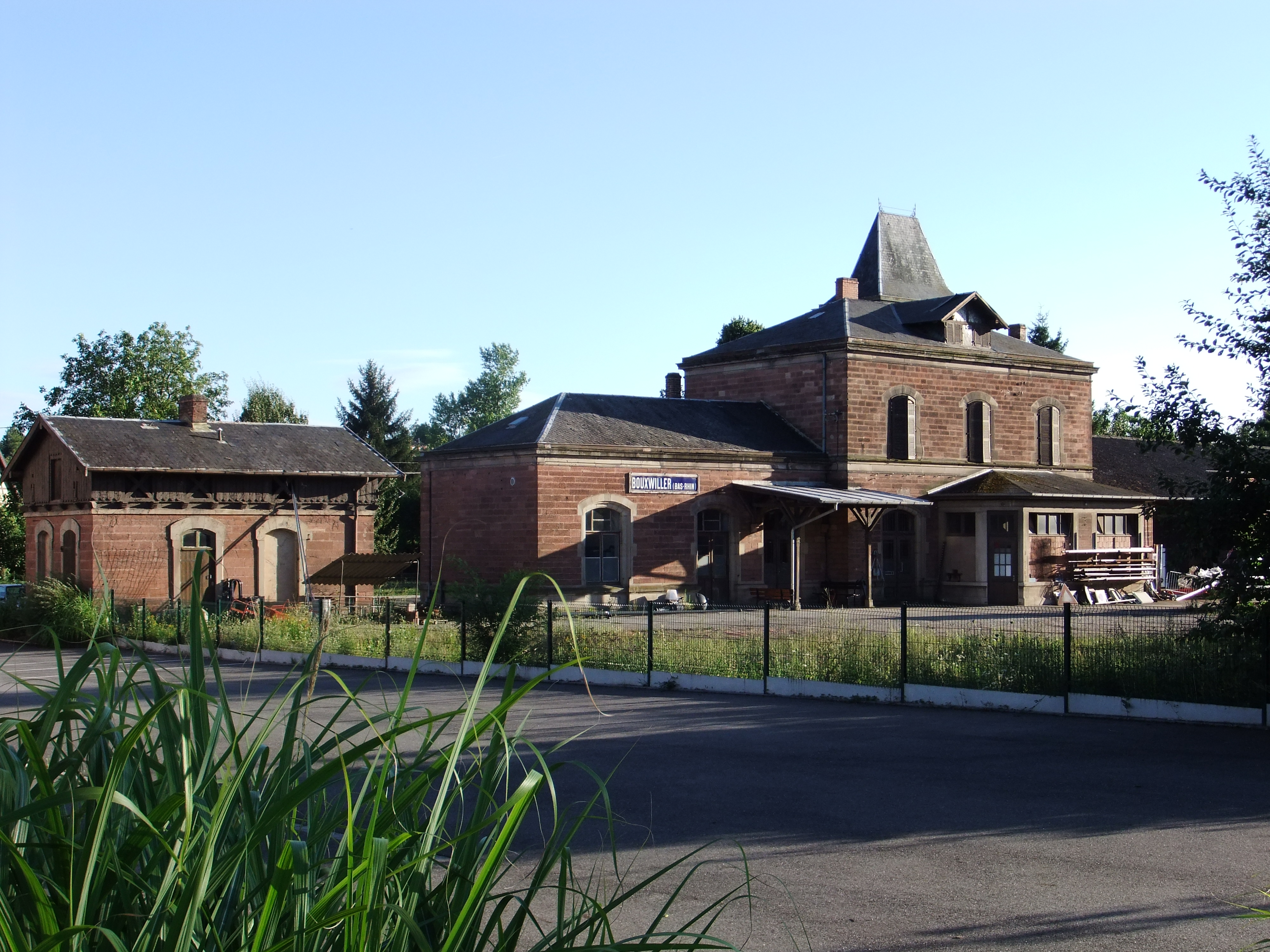
Bahnsteigseite

Das Empfangsgebäude ist ein Typenbau der EL aus dem Buntsandstein der Vogesen. Markant ist der eingebaute Turm, den viele Bahnhöfe der EL aufwiesen. Verwendet wurden Formen der Neorenaissance.